# 阿部亀彦

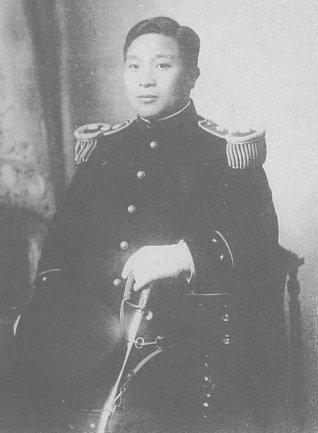
阿部亀彦

阿部 亀彦（あべ かめひこ、1875年（明治8年）9月1日 - 1928年（昭和3年）7月26日）は、日本の内務官僚。官選県知事。板垣伯銅像記念碑建設同志会会長。

## 来歴
大分県出身。藩士・阿部寛平の四男として生まれ、伯父・阿部富太郎の養子となる。第五高等学校を卒業。1904年、東京帝国大学法科大学を卒業。1905年11月、文官高等試験行政科試験に合格。内務省に入省し静岡県属となる。
以後、宮崎県事務官、栃木県事務官・第二部長、福島県事務官・警察部長、埼玉県内務部長、宮城県内務部長、兵庫県内務部長などを歴任。
大正8年（1919年）4月、高知県知事に就任。1922年10月、広島県知事に転任。1923年10月、知事を辞任し退官した。

## 家族
妻のミサホは菊池武夫の四女。

## 補註
1. ↑  『人事興信録 5版』（人事興信所、1918年）あ15頁
2. ↑  『「現代物故者事典」総索引 : 昭和元年～平成23年 1 (政治・経済・社会篇)』36頁。
3. ↑  『板垣退助君略傳』池田永馬編、板垣伯銅像記念碑建設同志会、1924年（大正13年）9月5日
4. 1 2 3 4  『新編日本の歴代知事』834頁。
5. 1 2  『日本官僚制総合事典：1868 - 2000』187頁。
6. ↑  『官報』第7061号、明治40年1月15日。
7. ↑  『新編日本の歴代知事』946頁。
8. ↑  阿部亀彦『人事興信録』第4版 [大正4(1915)年1月]